# Ola de frío en América del Norte de 2019

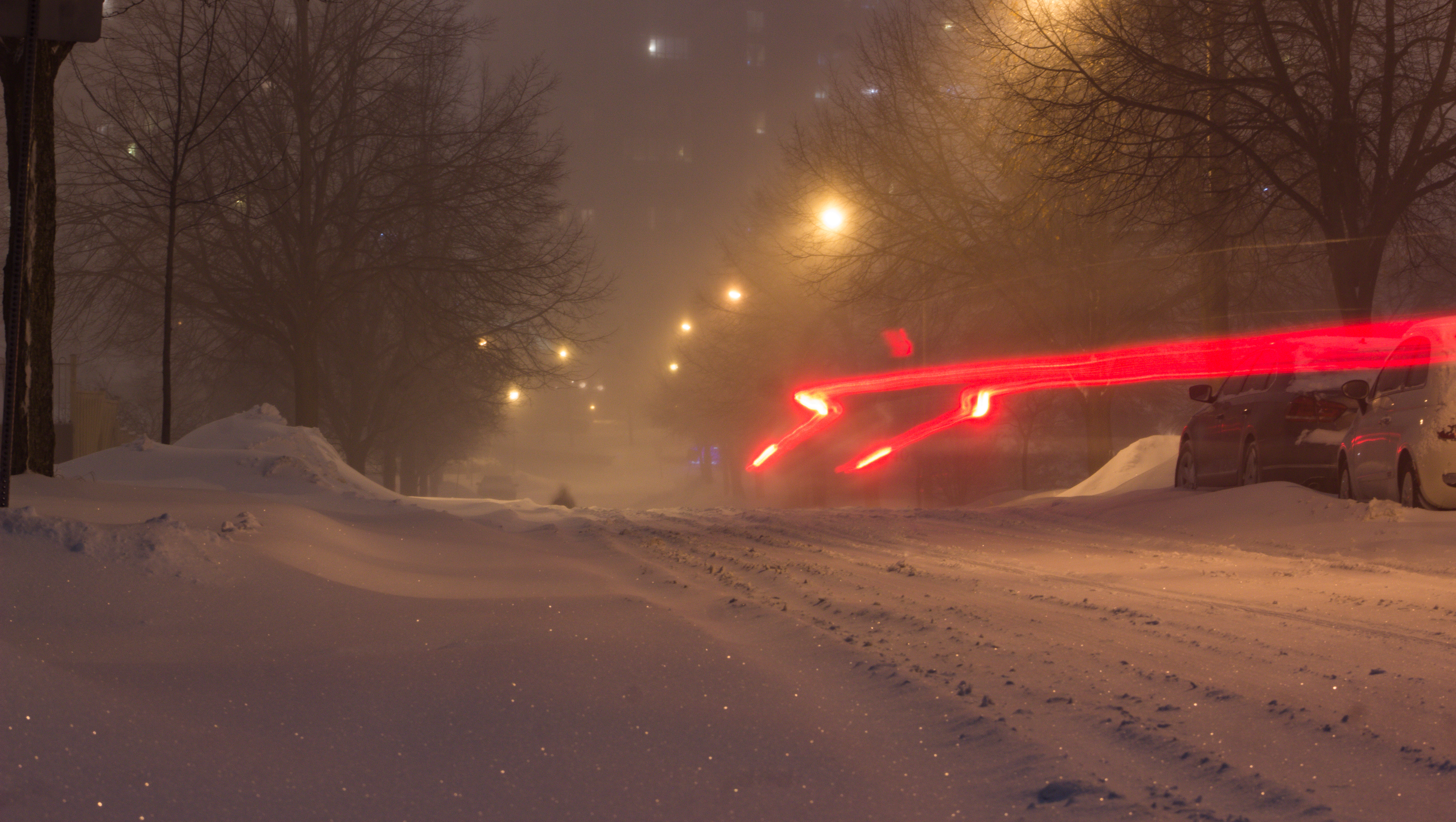
Toronto

A fines de enero de 2019, una ola de frío severo causada por el vórtice polar ártico golpeó el medio oeste de Estados Unidos y el este de Canadá, matando al menos a ocho personas y posiblemente a 21. Vino después de una tormenta de invierno que llegó a 13 pulgadas (33,0 cm) de nieve en algunas regiones.

## Acontecimientos meteorológicos
Normalmente, la corriente en chorro del hemisferio norte viaja lo suficientemente rápido como para mantener el vórtice polar estacionario en la estratosfera sobre el Polo Norte. A fines de enero de 2019, un debilitamiento de la corriente en chorro dividió el vórtice polar en dos, con una formación viajando hacia el sur y deteniéndose en el centro de Canadá y en el centro-norte de los Estados Unidos durante aproximadamente una semana antes de que se disipara. La afluencia de aire frío del Polo Norte generó fuertes vientos y trajo temperaturas extremas bajo cero, exacerbadas por la fuerte sensación térmica. Grandes cantidades de nieve cayeron en la zona afectada. El patrón climático inusual se ha atribuido al cambio climático.

## Estados Unidos

### Illinois
En el área de Chicago, las temperaturas cayeron hasta −23 grados Fahrenheit (−30,6 °C) en el Aeropuerto Internacional O'Hare el 30 de enero, con una sensación de viento de −52 grados Fahrenheit (−46,7 °C). La isla norte de Chicago registró temperaturas tan bajas como −21 grados Fahrenheit (−29,4 °C) y el Aeropuerto Internacional Midway de Chicago registró una temperatura de −22 grados Fahrenheit (−30 °C). Chicago también alcanzó niveles récord el 31 de enero, con una temperatura de −21 grados Fahrenheit (−29,4 °C) y un frío de −41 grados Fahrenheit (−40,6 °C).
Rockford alcanzó un récord histórico de −31 grados Fahrenheit (−35 °C), rompiendo el antiguo récord de −27 grados Fahrenheit (−32,8 °C) desde 1982. Moline en Quad Cities alcanzó un récord histórico de −33 grados Fahrenheit (−36,1 °C). En el monte Carroll, una temperatura de −38 grados Fahrenheit (−38,9 °C) se registró el 30 de enero. Si se verifica, esta sería la temperatura más baja de todos los tiempos en el estado de Illinois.  

### Míchigan
El 28 de enero, el gobernador de Michigan, Gretchen Whitmer, declaró el estado de emergencia debido a las bajas temperaturas récord de viento. Tres personas murieron debido a las temperaturas extremadamente bajas en Michigan: una en Detroit, otra en Ecorse y una tercera en East Lansing.
El 31 de enero, la ciudad de Flint registró una temperatura baja de −14 grados Fahrenheit (−25,6 °C), rompiendo el récord para esa fecha de −8 grados Fahrenheit (−22,2 °C), ambientada en 1963. La baja temperatura del día anterior de 2 grados Fahrenheit (−16,7 °C) rompió un récord de 8 grados Fahrenheit (−13,3 °C) establecido en 1951. En el área metropolitana de Detroit el 31 de enero, las temperaturas fueron entre −5 grados Fahrenheit (−20,6 °C) a −15 grados Fahrenheit (−26,1 °C)     con valores de viento entre −20 grados Fahrenheit (−28,9 °C) y −40 grados Fahrenheit (−40 °C). La comunidad llamada Hell en el condado de Livingston fue declarada congelada el 31 de enero.
Whitmer y Consumers Energy pidieron a los residentes que bajaran sus termostatos a 65 grados Fahrenheit (18,3 °C) hasta la medianoche, hora del este, el 1 de febrero, después de un incendio en la estación de compresores en el condado de Macomb el 30 de enero debido al uso adicional de gas durante la ola de frío, para evitar "interrupciones de calor".
El Servicio Postal de los Estados Unidos suspendió la entrega de correo el 30 y 31 de enero para la mayor parte de Michigan.
Cientos de escuelas de Michigan cancelaron clases durante toda la semana.

### Minnesota
La ciudad de Cotton fue el lugar más frío del país con un mínimo de −56 grados Fahrenheit (−48,9 °C) el 30 de enero, solo 4 grados menos que el récord estatal más bajo en Minnesota. El viento más frío era −66 grados Fahrenheit (−54,4 °C) récord en Ponsford.
El 30 de enero, Minneapolis registró una temperatura baja récord de −28 grados Fahrenheit (−33,3 °C) con un frío de −49 grados Fahrenheit (−45 °C), el más frío desde 1996.

### Nueva York
En la ciudad de Nueva York, la temperatura del 31 de enero llegó a 2 grados Fahrenheit (−16,7 °C) con un frío de −17 grados Fahrenheit (−27,2 °C).
En Williamsville, un hombre sin hogar conocido en la zona, Lawrence "Larry" Bierl, fue encontrado congelado hasta morir en un refugio de autobuses la mañana del 31 de enero. La sensación de frío de la noche anterior fue −25 grados Fahrenheit (−31,7 °C).

### Dakota del Norte
Grand Forks experimentó un frío de −65 grados Fahrenheit (−53,9 °C).

### Wisconsin
El 28 de enero, el gobernador de Wisconsin, Tony Evers, declaró el estado de emergencia debido a las bajas temperaturas récord de viento.
Un hombre de 55 años murió congelado en Milwaukee.
Milwaukee alcanzó niveles récord el 31 de enero, con una temperatura de −21 grados Fahrenheit (−29,4 °C) y un frío de −40 grados Fahrenheit (−40 °C).

## Canadá

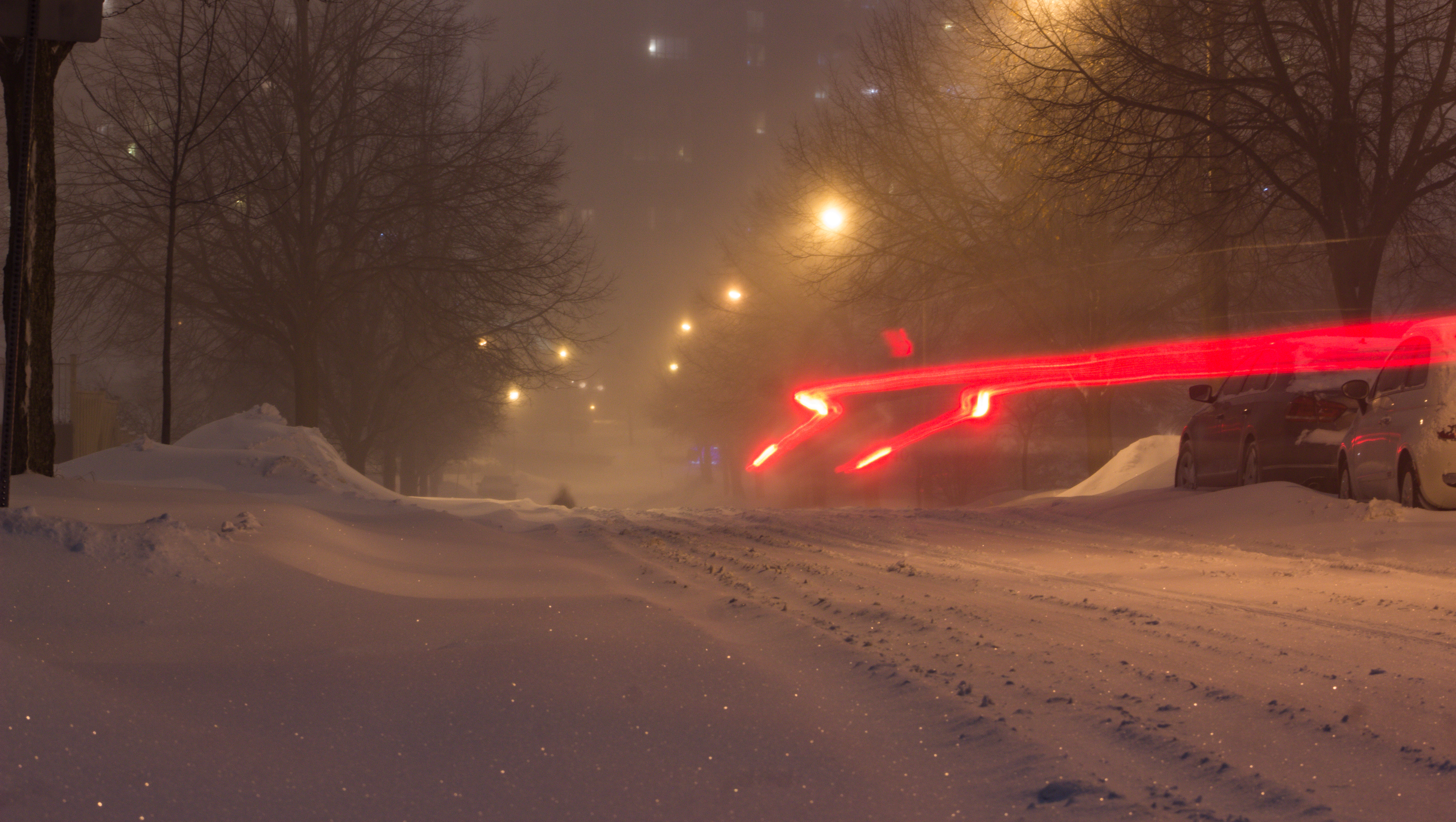
Tormenta de nieve de toronto

Toronto, Ontario experimentó la tormenta de nieve más grande en 6 años con 33 centímetros (13,0 plg) de nieve acumulada en el Aeropuerto Internacional Toronto Pearson, antes de caer a un mínimo de −23 grados Celsius (−9,4 °F). Numerosos autos quedaron atrapados y abandonados en el Don Valley Parkway. Muchas escuelas y universidades locales cancelaron clases debido al clima. Las condiciones de nieve y ventiscas cerraron numerosos caminos en la región. 
En Winnipeg, Manitoba, las temperaturas alcanzaron los −39,9 grados Celsius (−39,8 °F), la temperatura más fría registrada en la ciudad desde febrero de 2007, cuando alcanzó los −42,2 grados Celsius (−44 °F). Los escalofríos de viento eran tan bajos de −52 grados Celsius (−61,6 °F). 
En el sudoeste de Ontario, temperaturas de −27 grados Celsius (−16,6 °F) se esperaban en Windsor, Ontario. Se instalaron centros de calentamiento en las bibliotecas de Windsor y Chatham-Kent para personas sin hogar y cualquier persona afectada por el frío.

## Impacto
Al menos ocho muertes en América del Norte se han atribuido directamente a la ola de frío, con varias de estas personas congeladas hasta la muerte. Veintiún muertes más están bajo investigación como potencialmente relacionadas.
Alrededor de 2.700 vuelos fueron cancelados el 30 de enero, con 2.000 cancelados al día siguiente. Amtrak también canceló varios trenes.